# Sibynomorphus inaequifasciatus
Sibynomorphus inaequifasciatus är en ormart som beskrevs av DUMÉRIL, BIBRON och DUMÉRIL 1854. Sibynomorphus inaequifasciatus ingår i släktet Sibynomorphus och familjen snokar. Inga underarter finns listade i Catalogue of Life.
Populationen infogas ofta som synonym i Sibynomorphus turgidus.